# Eutrichota subbilobella
Eutrichota subbilobella este o specie de muște din genul Eutrichota, familia Anthomyiidae, descrisă de Jin în anul 1985. Conform Catalogue of Life specia Eutrichota subbilobella nu are subspecii cunoscute.